# دهستان مهربان سفلی
مهربان سفلی، دهستانی است از توابع بخش گل‌تپه شهرستان کبودرآهنگ در استان همدان ایران.

## جمعیت
براساس سرشماری سال ۱۳۸۵ جمعیت آن ۹٬۱۵۸ نفر (۲٬۰۱۵ خانوار) بوده‌است.